# Византийско-османские войны
Византийско-османские войны сыграли ключевую роль в истории средневековых Балкан. Они длились почти без перерыва свыше полутора веков, с 1299 по 1461 годы. Условно разделялись на два периода. Во время первого периода (1299—1354) византийцы часто вступали в союзнические отношения с турками-османами в борьбе против славянских государств, итальянцев и франков. Последнее, впрочем, не мешало османам постепенно брать под свой контроль византийские города в Малой Азии, при том что реальной помощи Византии на Балканах они в этот период не оказали. В 1326 году столицей османов стала захваченная Бурса. К 1350-м годам некогда обширная Византийская империя превратилась в государство-обрубок, а в прямом подчинении столицы осталась лишь обезлюдевшая и полуразграбленная Фракия (историческая область) и несколько островов в Мраморном море. Фракийское землетрясение 1354 года помогло османам без сопротивления захватить крепость во Фракии Галлиполи. После этого они перешли к открытой аннексии оставшихся византийских земель. Их кульминацией стало падение Константинополя 29 мая 1453 года, хотя Морейский деспотат был покорён в 1460 году, а Трапезундская империя — в 1461 году. Учитывая то, что османы, как и сельджуки, имели тюркское происхождение, византийско-османские войны фактически стали завершающим этапом византийско-сельджукскиx войн.

## История
Византийско-тюркские отношения всегда отличались своеобразием. В политических кругах поздней Византии появилось весьма заметное протюркское лобби. После варварского разграбления Константинополя западными рыцарями-крестоносцами в 1204 году, католики с их постоянным стремлением навязать церковную унию сверху вызывали ненависть простого народа. На начальном этапе завоевания Малой Азии тюркские племена, конечно же, ставили мусульман в привилегированное положение и, несомненно, поощряли исламизацию, но к православным, католикам и иудеям, желающим сохранить свою религию, отношение было скорее безразличным, при условии что они платили налог «неверных» — джизья. В этих обстоятельствах, будучи поставленными перед выбором, греки часто предпочитали османскую власть бескомпромиссности венецианцев или французов, требовавших от православных перехода в католицизм.
Кроме того, для поддержания развитой бюрократической системы империи греческие правители поздней эпохи были вынуждены постоянно повышать налоговые сборы с оставшихся в их подчинении крестьян, при том что территория империи постоянно сокращалась. Напротив, на начальном этапе тюркских завоеваний, в пределах молодых анатолийских бейликов, налоговое бремя на перешедших в их подданство крестьян было совсем невелико, так как их бюрократия была минимальной, а территории бейликов расширялись в значительной степени благодаря вкладу добровольцев-гази, дервишей и общего массового притока кочевых и полукочевых народов из Азии.
Византийско-османские войны имели ещё одну особенность, предопределившую трагическое завершение среднегреческой государственности. В условиях католической агрессии и несмотря на поражение при Манцикерте в 1071 году, тюрки в целом долгое время не рассматривались греками как основные враги. Более того, византийские узурпаторы на местах, равно как и некоторые византийские императоры, не гнушались всё чаще и чаще прибегать к помощи тюрок в качестве военных наёмников в борьбе за власть и даже начали отдавать в жёны тюркским ханам своих дочерей. В результате, оказав помощь тому или иному узурпатору, тюрки в конце концов смещали его и захватывали покорённую ими местность в качестве своей вотчины. На этом этапе попытки вернуть данный регион под контроль Константинополя были попросту невозможны по демографическим причинам. Более того, постоянно участвуя во внутривизантийских конфликтах, тюрки хорошо ознакомились с географией Малой Азии и Балкан.
Кроме этого, тюркские воины начали привлекаться для борьбы с усиливающимися славянскими государствами Балкан — Сербией и Болгарией, в территориальных конфликтах с которыми угасающая Византия терпела постоянные поражения. Поэтому, в отличие от славянских государств Балкан, население которых относилось к мусульманам с однозначной неприязнью, греческое население время от времени призывало османов на помощь в византийско-сербских и византийско-болгарских конфликтах. Это позволило османам утвердиться на Балканском полуострове.

### Рост могущества османов: 1265—1328
После завоевания Михаилом VIII Палеологом Константинополя в 1261 году Византийская империя оставалась в тяжелом положении. Правители образованных крестоносцами латинских королевств высказывались за восстановление Латинской империи и повторное завоевание Константинополя, в то время как на севере главная угроза исходила от Сербии, активно расширявшейся при короле Стефане Уроше.

Ближний Восток около 1263 года: ярко-зелёным цветом обозначен домен османов к 1300 году, красным — Византийская империя, светло-зелёным — тюрки, жёлтым — Киликийское армянское государство, фиолетовым — латинские королевства.

Для решения этих проблем Михаил Палеолог начал консолидацию своей власти. Он приказал ослепить никейского императора Иоанна IV, за что был отлучен от церкви патриархом Арсением Авторианом. Михаил сделал новым патриархом Константинополя Германа III и приказал ему снять отлучение.
В 1282 году Михаил Палеолог умер, и власть принял его сын Андроник II. Смерть старого византийского императора была многими встречена с облегчением: курс на объединение церквей, тяжёлые налоги и военные расходы лежали тяжким бременем на населении. В итоге в Малой Азии турок-османов некоторые стали воспринимать как освободителей от бремени имперского господства.
Правление Андроника было отмечено некомпетентными и недальновидными решениями, которые в конечном счете разрушили Византийскую империю. Он начал портить византийский иперпир, что привело к падению византийской экономики. Налоги были снижены лишь для земельной аристократии. Для популяризации своего правления император отрёкся от союза православной и католической церквей, объявленного на Второй Лионском соборе в 1274 году, что обострило неприязнь между латинянами и византийцами.
В 1282 году восточная граница империи рухнула. К 1300 году мусульманские бейлики вплотную подошли к Эгейскому морю в двух местах — Ментеше и Карасу. Последний бейлик был вскоре аннексирован османами.
Император Андроник II проявлял глубокий интерес к сохранению анатолийских земель Византии и приказал построить форты в Малой Азии, а также энергично занялся подготовкой армии. Византийский император приказал переместить свой двор в Анатолию, чтобы наблюдать за ходом военной кампании, и поручил генералу Алексею Филантропену оттеснить турок от границы. Генерал, однако, попытался организовать государственный переворот, но потерпел неудачу и был в наказание ослеплён. После того, как армия лишилась командующего, турки, воспользовавшись этим, в 1301 году осадили Никею. В 1302 году сын Андроника Михаил IX Палеолог и византийский полководец Георгий Музалон были разбиты в битвах при Магнезии и Бафее.
Около 1302 года мусульмане захватили Смирну (Измир). Несмотря на это, Андроник попытался ещё раз нанести решающий удар туркам, наняв каталонских наемников. Под командованием Михаила IX и Рожера де Флора Каталонская компания весной и летом 1303 года оттеснила турок от границ. Когда же возникли проблемы с оплатой услуг, наёмники бросили армию и вернулись в Филадельфию. Рожер де Флор был убит, и в отместку его компания занялась грабежом анатолийских селений. Когда они, наконец, в 1307 году ушли разорять византийскую Фракию, местные жители приветствовали возвращение турок, которые вновь начали блокаду ключевых крепостей византийцев в Малой Азии.

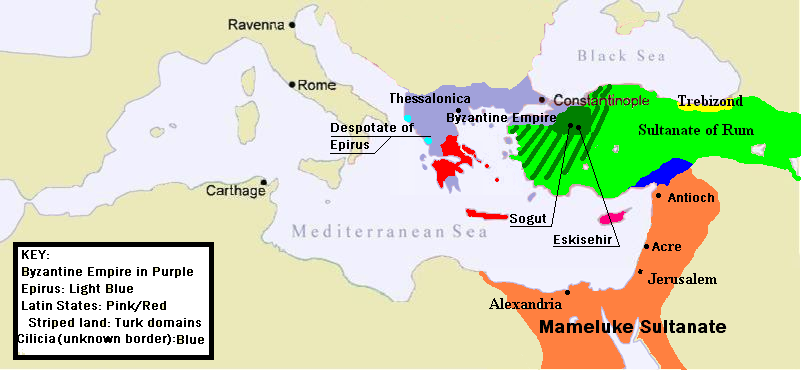
Византийская империя при Андронике III

После этих поражений Андроник был уже не в состоянии отправлять против турок серьёзные силы. В 1320 году внук Андроника II, Андроник III, был лишён права наследования после смерти его отца, Михаила IX. В следующем году Андроник III взбунтовался и пошёл на Константинополь. Он продолжал настаивать на своих правах наследования и в 1322 году стал соправителем. Это, однако, привело к гражданской войне 1321—1328 годов, в которой Сербия поддержала Андроника II, а болгары — его внука. В конце концов Андроник III вышел победителем из этого конфликта 23 мая 1328 года. Однако, пока шла война, османы сумели в 1326 году захватить Бурсу.

### Византийские походы против осман: 1328—1341

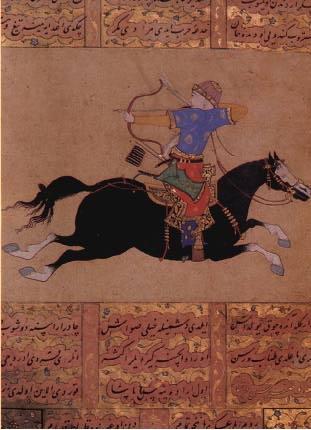
Османский воин.

Царствование Андроника III было отмечено последней серьёзной попыткой Византии восстановить свою былую славу. В 1329 году византийские войска были отправлены, чтобы снять османскую осаду Никеи. Однако судьба Никеи была решена, когда византийская армия была побеждена при Пелеканоне 10 июня 1329 года. В 1331 году Никея пала, что стало страшным потрясением для православного мира, поскольку Никея была столицей империи ещё 70 лет назад.
Известен, также, ещё один поход византийского императора против османов в 1332 году под Никомедию. В столкновении с византийской армией османы вынуждены были отступить и византийцам в последний раз удалось восстановить связь с Никомедией. Однако вскоре Андронику пришлось срочно отбыть с войском в Фессалию, и византийцы были вынуждены вновь перейти к дипломатии. В обмен на безопасность остальных византийских поселений в Малой Азии византийцы согласились уплачивать османам дань. К сожалению для Византийской империи, это не помешало туркам осадить Никомидию в 1333 году. Город пал в 1337 году.
Несмотря на эти неудачи, Андронику III удалось достичь некоторых успехов в борьбе со своими оппонентами в Греции и Малой Азии. Были покорены Эпирский деспотат и Фессалия. В 1329 году византийцы захватили Хиос, а в 1335 году заняли Лесбос и Фокею. Данные приобретения смогли уравновесить потери византийцев в Малой Азии. Но ни один из занятых византийцами островов не было частью Османской империи. Византия ещё была в состоянии противостоять сербской экспансии на Балканах, но последовавшая разрушительная гражданская война превратила империю в вассала османов.

### Вторжение осман на Балканский полуостров и гражданская война в Византии (1341—1371)

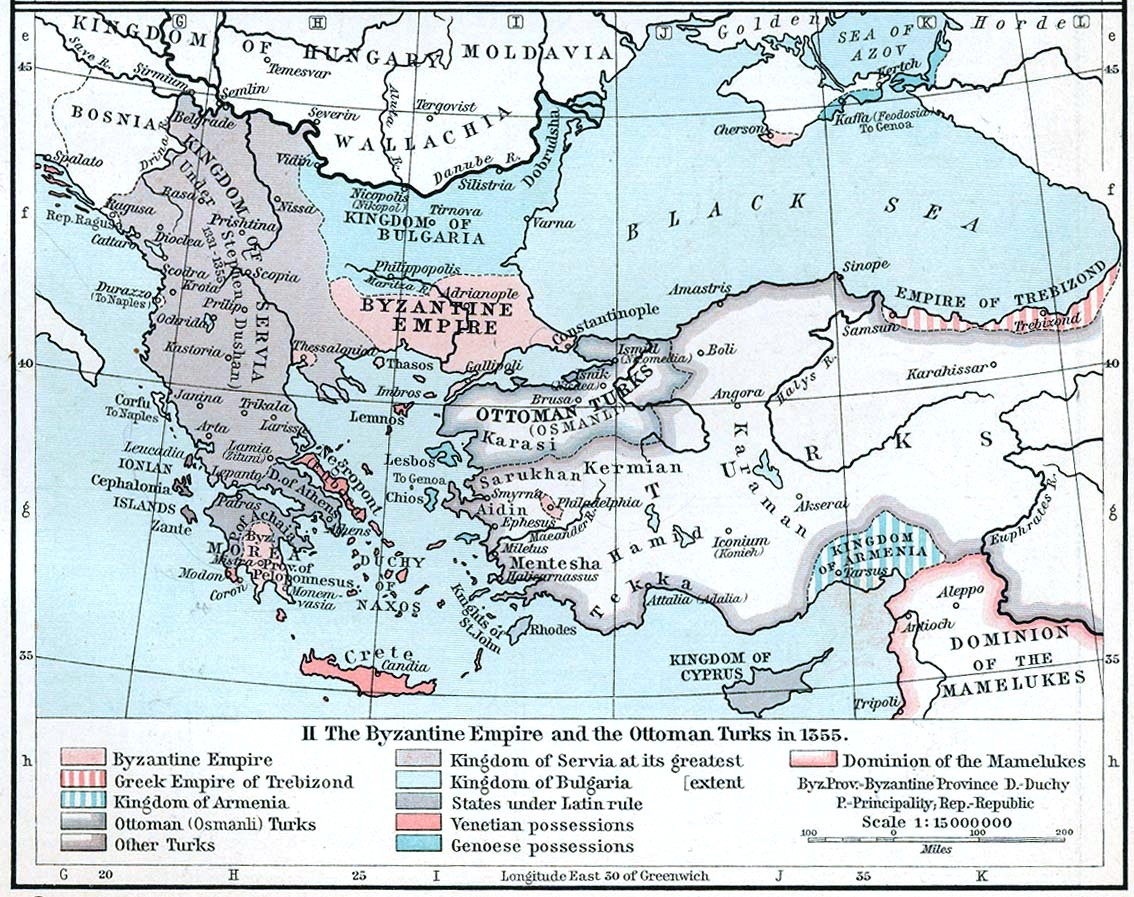
Балканы и Анатолия около 1355 года.

Андроник III умер в 1341 году, оставив власть своему 10-летнему сыну Иоанну V. Регентство было доверено Иоанну Кантакузину, матери юного императора Анне Савойской и патриарху Иоанну XIV Калеке. Соперничество между Калекой и Кантакузином привело к разрушительной гражданской войне, из которой Кантакузин вышел победителем в феврале 1347 году. За это время чума, землетрясение и османские набеги привели к тому, что только Филадельфия оставалась в византийских руках, и то при условии уплаты дани. На протяжении гражданской войны в Византии обе стороны использовали турок и сербов как наемников, оставив большую часть Македонии в руинах и в руках вновь созданной Сербской империи. После этой победы Кантакузин правил как соимператор с Иоанном V.
Совместное правление империей не удалось, и новая гражданская война сотрясла империю. Иоанн VI Кантакузин вышел победителем в очередной раз и заменил изгнанного Иоанна V Палеолога своим сыном Матфеем. Турки при сыне Османа Орхане I вновь заявили о себе, захватив форт Каллиполис (Галлиполи) в 1354 году и получив тем самым доступ к континентальной Европе. Прибытие, как казалось, непобедимых османских воинов под стены Константинополя вызвали панику в столице, благодаря чему Иоанн V при помощи генуэзцев устроил переворот и сверг Иоанна VI Кантакузин в ноябре 1354 года. Сам Иоанн VI постригся в монахи.
Гражданская война на этом не закончилась. Матфей Кантакузин смог договориться с Орханом и решил с помощью османов занять престол. Его пленение в 1356 году привело к эфемерному поражению османов.
После окончания гражданской войны наступило небольшое затишье в борьбе между расширявшейся Османской империей и Византией. В 1361 году турки заняли Дидимотихо. Преемник Орхана, Мурад I, был больше озабочен своими анатолийскими позициями. Однако в 1369 году он добился взятия Филиппополя и Адрианополя.
Византийская империя была не в состоянии контратаковать и защитить свои земли — турки стали в высшей степени мощными. Мурад I разгромил армию сербов 26 сентября 1371 года в битве на Марице. Османы были готовы завоевать Константинополь. В попытке предотвратить поражение Иоанн V обратился к Папе за поддержкой, предлагая признать главенство Рима в обмен на военную поддержку. Несмотря на своё публичное исповедание католической веры в базилике Святого Петра, Иоанн V не получил никакой помощи. Тогда император был вынужден начать переговоры с Мурадом и признать себя вассалом султана, обязуясь выплачивать регулярную дань войсками и деньгами в обмен на безопасность.

### Гражданская война и вассалитет: 1371—1394
Византийские владения были сведены до Константинополя и нескольких близлежащих деревень. Этот вассалитет продолжался до 1394 года, а в это время турки продолжали экспансию на Балканы. В 1385 году была захвачена София, а через год — Ниш. Другие малые государства были покорены и стали вассалами турок. Сербское сопротивление было подавлено в битве на Косовом поле в 1389 году, а большая часть Болгарии была захвачена в 1393 году, в 1396 году последний оплот независимости Болгарии был уничтожен.

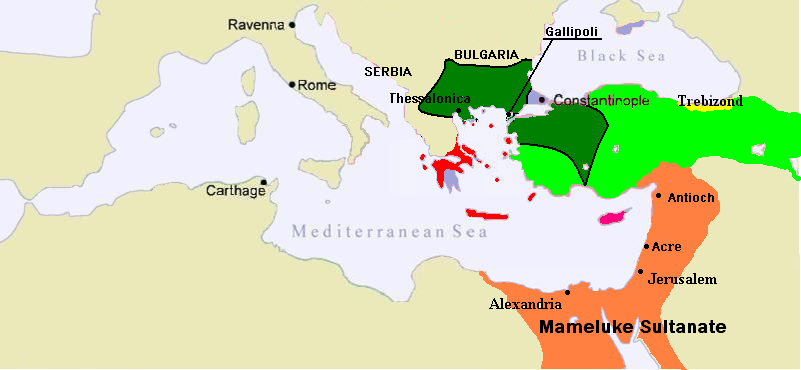
Ближний Восток около 1389 года. Византийские территории обозначены лиловым.

Османские достижения на Балканах способствовали разжиганию византийской гражданской войны между Иоанном V Палеологом и его старшим сыном Андроником IV. С османской помощью Иоанну V удалось ослепить Андроника IV и его сына Иоанна VII Палеолога. В сентябре 1373 года Андроник бежал с сыном к туркам, пообещав Мураду I более высокую дань, чем платил Иоанн V. Эти междоусобицы продолжались до 1390 года.
Смерть Андроника IV в 1385 году и капитуляция Фессалоник в 1387 году вынудили Мануила II искать прощения у султана и Иоанн V. Его тесные отношения с Иоанном V разозлили Иоанна VII, который ощущал угрозу своим правам наследования. Иоанн VII устроил переворот против Иоанна V, но, несмотря на османскую и генуэзскую помощь, продержался у власти всего пять месяцев, прежде чем был свергнут Мануилом II и своим отцом.
Несмотря на гражданскую войну, турки в Анатолии в 1390 году воспользовались возможностью захватить Филадельфию, отметив тем самым конец византийского господства в Анатолии. Впрочем, город уже давно находился лишь под номинальной властью империи, и его падение имело небольшое стратегическое следствие.
После смерти Иоанна V Мануил II Палеолог смог обеспечить себе трон и установить хорошие отношения с султаном, став его вассалом.

### Возобновление военных действий: 1394—1424
В 1394 году отношения между византийцами и турками изменилась в худшую сторону, и война возобновились, когда османский султан Баязид I приказал казнить Мануила II после того, как тот помирился с Иоанном VII. Османский султан потом изменил своё решение и потребовал от Мануила, чтобы в Константинополе была открыта мечеть и образована турецкая колония. Мануил II не только не сделал этого, но и отказался платить дань султану и зашел так далеко, что стал игнорировать послания султана. Это привело к осаде города в 1394 году. Мануил II призвал к крестовому походу, который был начат в 1396 году во главе с будущим императором Священной Римской империи Сигизмундом. Однако в 1396 году крестовый поход провалился после битвы при Никополе.

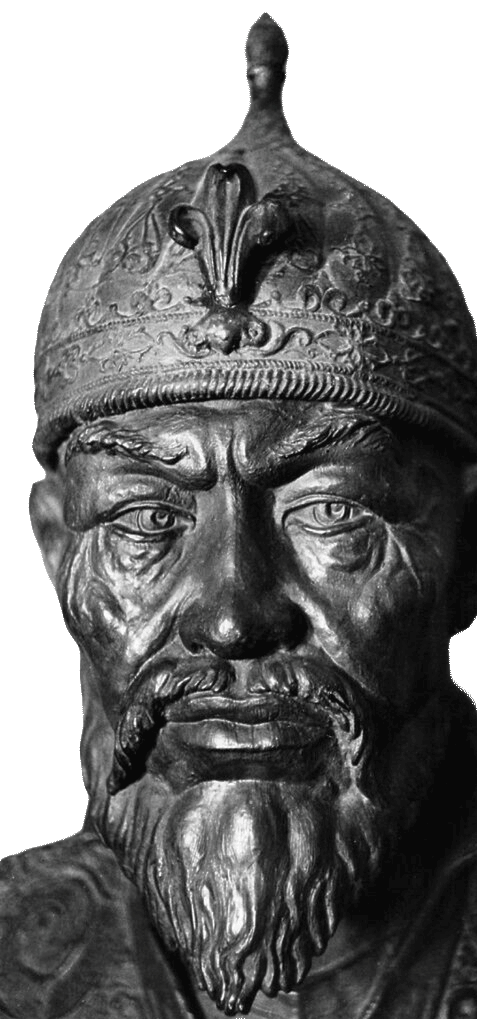
Несмотря на гонения на христиан, Тимур спас Константинополь.

Поражение вынудило Мануила II бежать из города и отправиться в Западную Европу искать помощи. В течение этого времени Иоанн VII успешно оборонял город от османов. Осада была окончательно снята, когда Тимур привел свою армию в Анатолию. В битве при Анкаре силы Тимура разгромили силы Баязида I. Впоследствии османские турки начали воевать друг с другом за верховную власть.
Византийцы, не теряя времени, воспользовались ситуацией и подписали мирные договоры со своими христианскими соседями и с одним из сыновей Баязида. По условиям договора они даже получили обратно Фессалоники и большую часть Пелопоннеса. Османское междуцарствие завершилось в 1413 году, когда Мехмед I, при поддержке Византии, победил своих противников.
Однако дружба между двумя государствами длилась недолго. Смерть Мехмеда I и восшествие на престол Мурада II в 1421 году, в сочетании с усилением Иоанна VIII Палеолога, привели к ухудшению в отношениях между государствами. Ни один из лидеров не был доволен статусом-кво. Иоанн VIII сделал первый и крайне неосмотрительный шаг, спровоцировав восстание в Османской империи: некий Мустафа был освобожден византийцами из плена и утверждал, что он пропавший сын Баязида.
Несмотря на все трудности, Мустафа и его покровитель собрали значительные силы под свои знамёна. Однако Мурад II в конце концов разгромил выскочку, а в 1422 году начал осаду Фессалоник и Константинополя. Тогда Иоанн VIII обратился к своему престарелому отцу, Мануилу II, за советом. В итоге император спровоцировал ещё один мятеж в османских рядах — на этот раз в поддержку претензий на трон брата Мурада II, Кучук Мустафы. Мустафа начал восстание в Малой Азии и даже осадил Бурсу. После неудачной атаки на Константинополь Мурад II был вынужден повернуть назад свою армию и разгромил Мустафу. В итоге византийцы были вынуждены вновь признать вассалитет султана и уплачивать 300000 серебряных монет в качестве дани на ежегодной основе.

### Окончание войны: 1424—1453
Османы между 1424 и 1453 годами столкнулись с многочисленными противниками, сражаясь с сербами Георгия Бранковича, венграми Яноша Хуньяди и албанцами Скандербега. Пик противодействия турецкой экспансии пришелся на Крестовый поход на Варну (1443—1444), который, несмотря на локальную поддержку, был разгромлен.
В 1448 и 1451 годах сменились правители Византийской и Османской империй: на престол взошли Константин XI Палеолог и Мехмед Завоеватель соответственно.

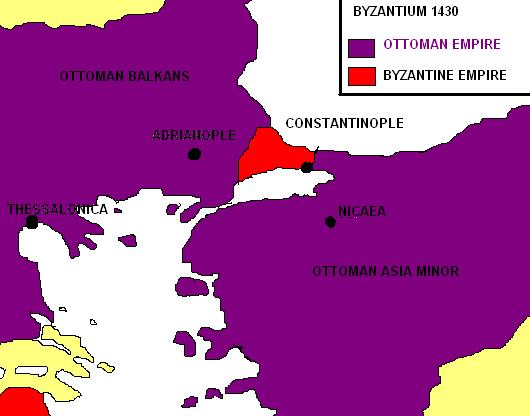
Византийская империя (красным) к 1430 году.

Со вступлением Мехмеда II на престол, византийско-османские отношения ухудшились. Успешные завоевания византийцами территорий крестоносцев на Пелопоннесе встревожили османов, и Мехмед выделил 40000 солдат, чтобы свести эти достижения на нет. Мехмед построил укрепления вдоль Босфора и, таким образом, лишил Константинополь возможности получить внешнюю помощь по морю. Османы уже контролировали земли вокруг Константинополя и начали осаду города 6 апреля 1453 года. Несмотря на объединение католической и православной церквей, византийцы не получили официальной помощи от Папы или из Западной Европы, за исключением нескольких отрядов солдат из Венеции и Генуи.

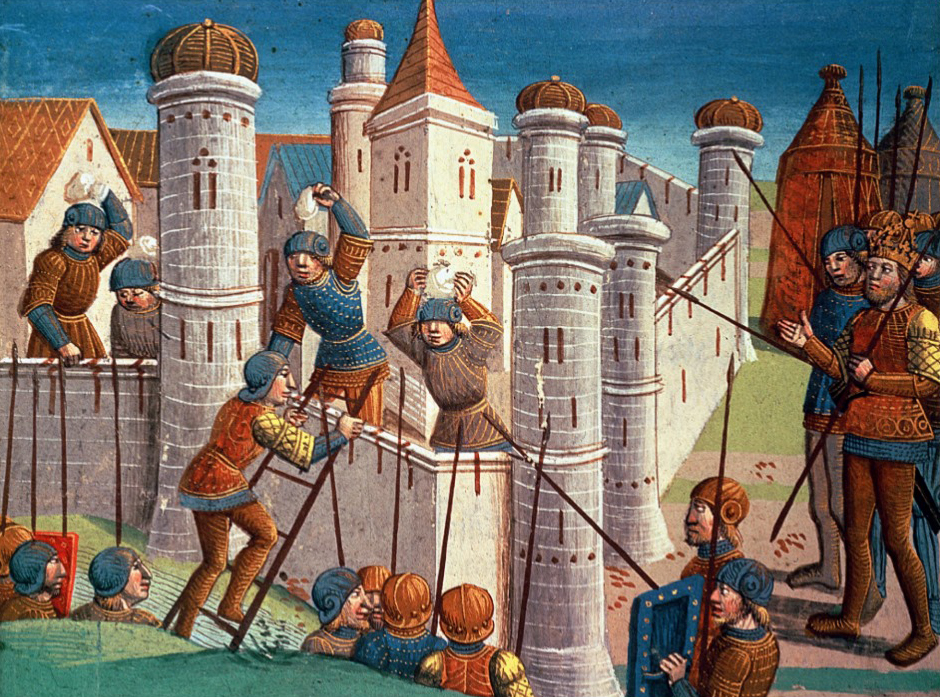
Осада Константинополя в 1453 году.

Англия и Франция находились на заключительных этапах Столетней войны. Французы не желали терять своё преимущество в борьбе, отправляя рыцарей на восток, а англичане просто были не способны это сделать. В Испании завершалась Реконкиста. Священная Римская империя постепенно приходила в упадок. Кроме того, борьба между немецкими князьями и гуситские войны не способствовали созыву крестового похода. Польша и Венгрия являлись ключевыми участниками крестового похода на Варну, и поражение удерживало их от дальнейших действий против турок.
На помощь византийцам пришли лишь Генуя и Венеция, но они были не только врагами османов, но и друг от друга. Венецианцы прислали флот для атаки турецких укреплений, но эта сила была слишком мала и прибыла слишком поздно. Лишь 2000 итальянских наемников Джованни Джустиниани пришли, чтобы помочь обороне города. Вся оборона города легла на плечи этих наемников и 5000 ополченцев города, население которого было серьёзно истощено высокими налогами, чумой и гражданскими конфликтами. Несмотря на слабую подготовку, защитники были хорошо вооружены, однако в артиллерии сильно уступали османам.

Софийский собор Константинополя, превращенный османами в мечеть Айя-София.

Падение города не стало результатом активности османской артиллерии или их морского превосходства, а стало следствием банального численного превосходства османов. Защитников было в 10 раз меньше атакующих. Однако осада оказалась тяжелой. Многие в их лагере уже начали сомневаться в успехе осады. В целях повышения морального духа султан выступил с речью, напомнив своим солдатам об огромном богатстве Константинополя. Итоговый штурм произошел 29 мая 1453 года. Защитники города дрогнули, а многие генуэзцы и венецианцы сбежали на лодках из города. Венецианский хирург Никколо Барбаро, очевидец событий, писал о штурме:
Турки устроили большую резню христиан в городе... Кровь текла по улицам, как дождевая вода после внезапного шторма, и трупы турок и христиан были сброшены в Дарданеллы, где они плавали...
После взятия города турки завоевали Морейский деспотат в 1460 году и Трапезунд в 1461 году. С падением Трапезунда пришел конец Римской империи. Династия Палеологов продолжала признаваться в качестве законных императоров Константинополя коронованными особами Европы до XVI века, когда Реформация, османская угроза Европе и снижение интереса к крестовым походам вынудили европейские державы признать Османскую империю хозяином Анатолии и Леванта.

## Причины краха Византии

### Латинское вмешательство
Латинское присутствие на Балканах серьёзно подорвало способность византийцев координировать усилия по борьбе с турками. Примером этого может служить ситуация при Михаиле VIII Палеолог, чьи попытки занять латинские владения в Греции привели к отказу от защиты анатолийских границ. Это позволило туркам Османа I окрепнуть и заняться завоеванием византийских земель. Кампаниям Андроника II в Анатолии также постоянно мешала напряженность в западной части империи. Византийцы были вынуждены выбирать между папской и латинской угрозой или непопулярным союзом с ними, что создавало предпосылки для переворотов против византийских императоров.

Романтическое изображение «Последнего крестоносца».

### Византийская слабость
После Четвёртого крестового похода византийцы оказались в крайне неустойчивом положении. Падение Константинополя в 1261 году и последующие кампании ослабили Румский султанат, что позволило многочисленным бейликам обрести независимость, как это сделал Осман I.
Чтобы отвоевать греческие земли, Михаил VIII был вынужден наложить тяжелые налоги на анатолийское крестьянство. В итоге османы обрели широкую поддержку в первые годы своих завоеваний, существенно снизив налоги для местного населения.
После смерти Михаила VIII византийцы страдали от постоянной гражданской войны. Османы также пережили гражданский конфликт, но гораздо позже, в XV веке, к тому времени византийцы были слишком слабы, чтобы воспользоваться этим. В итоге византийцы были вынуждены признать вассалитет османов. Когда были предприняты попытки прекратить эту вассальную зависимость, византийцы не смогли закрепить успехи и потеряли все, чего достигли, в конце концов, и свою столицу.

### Османская сила

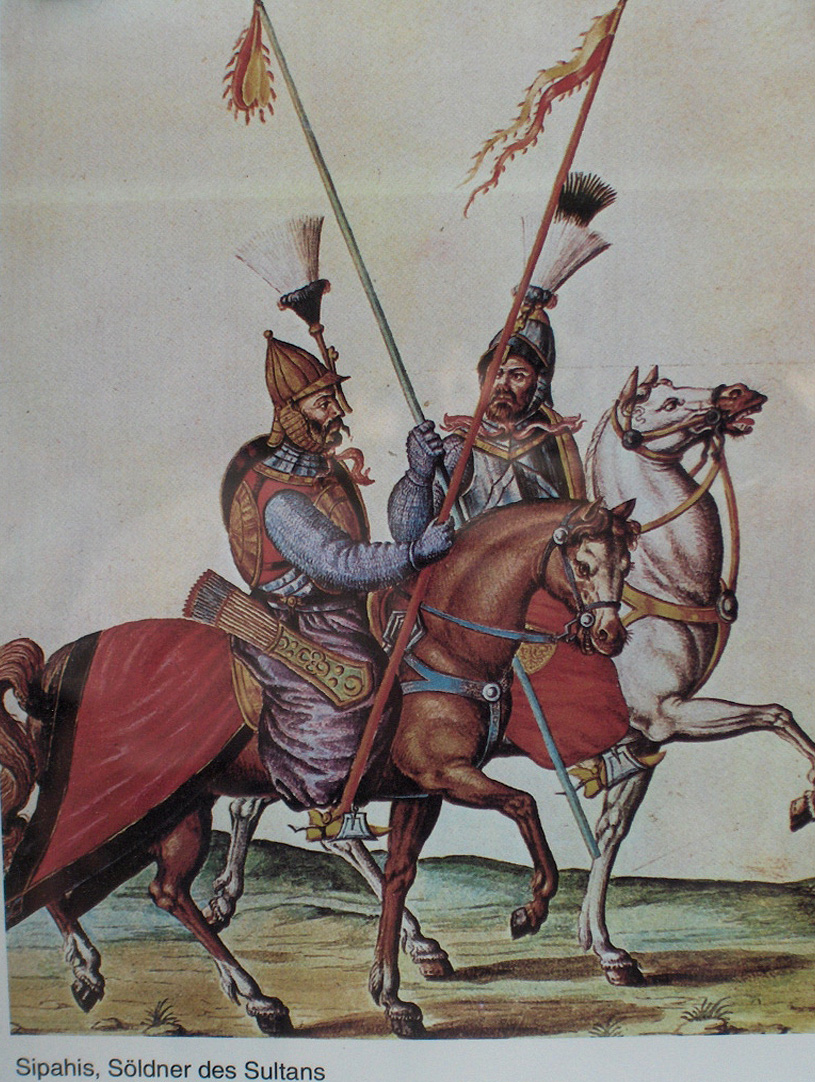
Османские сипахи.

Османы были искусны в дипломатии и военном мастерстве, сумев сформировать огромную армию. Слабость сопротивления позволила им постепенно занимать византийские территории и закрепляться на них.
Умение превращать своих оппонентов в вассалов, а не уничтожать их, также позволило османам не повторять судьбы предшественников, угасавших столь же быстро, как и восходили. Турки также умело играли на конфликтах между покоренными народами.

## Особенности
Примечательно то что в ходе византийско-османских войн наиболее благоприятным было послевоенное положение греческого населения, а также христиан в целом, в добровольно сдавшихся городах (Эдирне, Никея, Смирна и др.) и регионах. Те же из них, кто пробовал оказать сопротивление (Салоника, Константинополь, Перинф), османы безжалостно грабили и разрушали, а население продавали в рабство и угоняли в Малую Азию.